# Ка де Мари (Кремона)
Ка де Мари је насеље у Италији у округу Кремона, региону Ломбардија.
Према процени из 2011. у насељу је живело 85 становника. Насеље се налази на надморској висини од 44 м.